# Семёнов, Леонид Петрович
Леонид Петрович Семёнов (1886—1959) — советский литературовед, искусствовед, археолог, этнограф. Профессор, Заслуженный деятель науки Северо-Осетинской АССР. Специалист по кавказоведению и лермонтоведению, один из первых исследователей творчества Коста Хетагурова, Е. Бритаева, Б. Туганова, А. Гулуева, Нигера (И. Джанаева) и других представителей осетинской культуры.

## Биография
Родился 30 мая 1886 года в станице Слепцовской Терской области (ныне — город Сунжа в Ингушетии) в семье учителя. Отец — Пётр Хрисанфович, был смотрителем двухклассного станичного училища, занимался краеведением, публиковал печатные труды по фольклору и этнографии терских казаков. Мать — Васса Захаровна Лерман, занималась домохозяйством, воспитывала 8 детей, давала частные уроки.
В 1891 году семья Семёновых переехала во Владикавказ и поселилась в доме на Осетинской улице, в котором Леонид Петрович проживал всю жизнь. С детства увлекался изучением классических языков.
По окончании Владикавказского реального училища учился на историко-филологическом факультете Харьковского университета (1908—1912), сдав экзамены по классическим языкам экстерном. В 1911 году написал свою первую научную работу «Ангел. Очерк поэзии Лермонтова», которая была опубликована в трудах Харьковского историко-филологического общества в 1913 году.
В течение тридцати лет Л. П. Семёнов преподавал русский язык и литературу в учительском и педагогическом институтах города Орджоникидзе (ныне Владикавказ) сначала в качестве старшего преподавателя и доцента, а затем профессора (с 1934 года), заведующего кафедрами русской и зарубежной литератур, декана филологического факультета. Читал лекционные курсы по русской и западно-европейской литературе, литературе народов СССР и фольклору. Одновременно работал в Северо-Кавказском институте краеведения и его научном музее, а в годы Великой Отечественной войны продолжал преподавательскую деятельность в педагогическом институте города Цхинвала Юго-Осетинской автономной области.
Более 10 его учеников защитили кандидатские и докторские диссертации.
Состоял членом Лермонтовской комиссии при Академии наук СССР. Передал в дар музею «Домик Лермонтова» в Пятигорске свою коллекцию по лермонтоведению, собранную им за 50 лет жизни, был постоянным членом учёного Совета музея, а также редактором его изданий.
Был постоянным участником всесоюзных съездов и конференций археологов. Принимал участие во многих археологических и этнографических экспедициях, занимался исследованием нартского эпоса («Осетинские нартские сказания», «Нартский эпос и памятники материальной культуры» и другие статьи по изучению устного поэтического творчества народов Кавказа), литературных связей Кавказа с Россией, творческого наследия ряда выдающихся представителей горских поэтов и писателей Северного Кавказа.
После выхода на пенсию в 1951 году Л. П. Семёнов продолжил свою научную и общественную работу, по-прежнему был председателем Государственной экзаменационной комиссии отделения русского языка и литературы историко-филологического факультета педагогического института.
Умер 2 апреля 1959 года в Орджоникидзе (ныне Владикавказ). Похоронен в ограде музея Осетинской литературы (ныне Пантеон Осетинской церкви), недалеко от захоронения поэта Коста Хетагурова, изучением наследия которого он занимался в течение своей жизни.
Среди родных Л. П. Семенова: Туганов, Батырбек Асланбекович, женатый на Ольге Захаровне Лерман; племянницы Тахо-Годи, Аза Алибековна — дочь его сестры Нины Петровны Тахо-Годи (урожденной Семеновой) и Еланская, Алла Ивановна — дочь его сестры Христины Петровны Еланской (урожденной Семеновой).

## Труды
Основные научные работы Л. П. Семёнова посвящены изучению литературного наследия российских поэтов и писателей А. С. Пушкина, М. Ю. Лермонтова и Коста Хетагурова: «Пушкин на Кавказе», «М. Ю. Лермонтов», «Лермонтов на Кавказе», «Кавказские поэмы Лермонтова», «Лермонтов и фольклор Кавказа», «Лермонтов и Лев Толстой», «Лев Толстой и Кавказ», «Нартские памятники Северной Осетии», «Татартупский минарет», «К вопросу о происхождении нартского эпоса», «Ингушская и чеченская народная словесность» и многие другие.
Кроме того, у него есть труды о русских, английских, итальянских, украинских, армянских, ингушских и осетинских литературных деятелях: Н. В. Гоголе, Н. А. Некрасове, М. Горьком, Шекспире, Сервантесе, Иване Франко, Ованесе Туманяне, Андрее Гулуеве и многих других.
Участвовал в подготовке академического издания «Истории Северо-Осетинской АССР», собрания сочинений Коста Хетагурова и юбилейных сборников, посвященных поэту (1939 и 1941), написал ряд статей об Осетии для Большой Советской Энциклопедии.

## Награды и звания
- орден Ленина
- орден Трудового Красного Знамени (19.08.1946)
- орден «Знак Почёта»
- медаль «За трудовую доблесть»
- медаль «За оборону Кавказа»[3][5]
- значок «Отличник народного просвещения»
- заслуженный деятель науки Северо-Осетинской АССР